# مارکو سیمونچلی
مارکو سیمونچِلّی (به ایتالیایی: Marco Simoncelli) متولد ۲۰ ژانویه ۱۹۸۷ موتورسوار حرفه‌ای ایتالیایی بود که در ۲۳ اکتبر سال ۲۰۱۱ جان خود را از دست داد. او بمدت ۱۰ سال در مسابقات موتورسواری گراندپری رقابت کرد. ابتدا از کلاس ۱۲۵ سی‌سی شروع کرد، سپس به ۲۵۰ سی‌سی و نهایتاً در کلاس موتوجی‌پی به رقابت پرداخت.

## زندگی حرفه‌ای

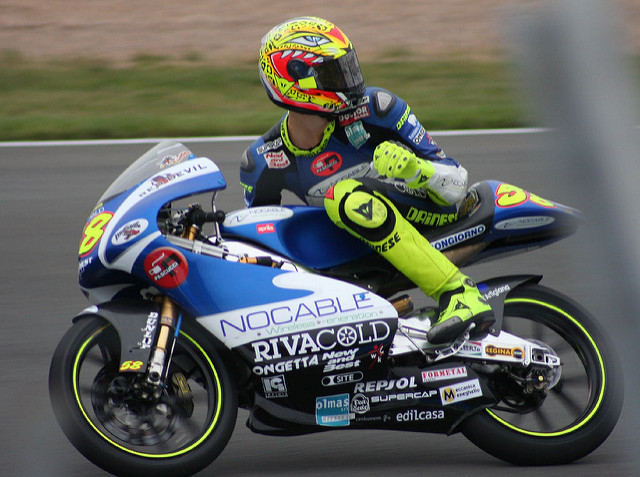
مارکو سیمونچِلّی در حال موتور سواری

مارکو سیمونچلی در کاتولیکا به دنیا آمد. در سن ۷ سالگی شروع به رقابت با موتورهای کوچک (مینی بایک) کرد و در سال ۱۹۹۶ وقتی که ۹ سال داشت به رقابت‌های کشوری وارد شد. در سال ۱۹۹۹ موفق به کسب عنوان قهرمانی کشور ایتالیا در موتورهای کوچک و نائب قهرمانی اروپا شد. سال بعد به کلاس ۱۲۵ سی‌سی ارتقا پیدا کرد و در سال ۲۰۰۲ قهرمانی اروپا را در این کلاس کسب کرد.

### کلاس ۱۲۵ سی‌سی (سالهای ۲۰۰۲ تا ۲۰۰۵)
پس از درخشش در سطح اروپا، سیمونچلی اولین حضور خود در گراندپری را در اوت ۲۰۰۲ تجربه کرد. در حد فاصل این سال‌ها سیمونچلی به عضویت چندین تیم مختلف درآمد. در فصل ۲۰۰۴ برای اولین بار جایگاه نخست را در دوره زمان‌بندی بدست آورد و در آخر فصل با کسب ۷۹ امتیاز در جایگاه یازدهم قرار گرفت. در فصل ۲۰۰۵ موقعیت خود را در جدول بهبود بخشید و در آخر فصل با کسب ۱۷۷ امتیاز در جایگاه پنجم رده‌بندی قرار گرفت.

### کلاس ۲۵۰ سی‌سی (سالهای ۲۰۰۶ تا ۲۰۰۹)
سیمونچلی در سال ۲۰۰۶ در کلاس بالاتر یعنی ۲۵۰ سی‌سی شروع به رقابت کرد. او اولین مقام اولیِ خود در این کلاس را از ۱ ژوئن ۲۰۰۸ در گراندپری ایتالیا بدست آورد. بعد از آن چندین بار دیگر موفقیت خود را در این کلاس تکرار کرد تا اینکه در اکتبر ۲۰۰۹ به مقام قهرمانی گراندپری رسید.

### موتور جی‌پی
سیمونچلی در سال ۲۰۱۰ به کلاس موتور جی‌پی ارتقا یافت ولی فصل موفقی را شروع نکرد. چندین تصادف و بدشانسی او را از موفقیت به دور نگه داشت؛ و در هیچ‌کدام از مسابقات رتبه‌ای بهتر از چهارمی بدست نیاورد. در سال ۲۰۱۱ پیش‌بینی می‌شد که شگفتی‌آور مسابقات باشد. او چندین مقام مختلف پنجمی و ششمی بدست آورد تا اینکه در گراندپری استرالیا مقام نائب قهرمانی را از آنِ خود کرد.

## مرگ
در ۲۳ اکتبر سال ۲۰۱۱ سیمونچلی در یک حادثه موتورسواری در گراندپری مالزی دچار حادثه شد. بلافاصله مسابقه با پرچم قرمز متوقف شد و او را به بیمارستان منتقل کردند. در ساعت ۴:۵۶ به وقت محلی یعنی کمتر از یک ساعت از زمان حادثه، اعلام شد که تلاش تیم پزشکی بی‌نتیجه بوده و او جان خود را از دست داده‌است. بیشتر صدمات متوجه سر، گردن و قفسه سینه شده‌بود.

## میراث
در سوم نوامبر سال ۲۰۱۱ پیست مسابقه میسانو اعلام کرد که به افتخار و یادبود سیمونچلی نام خود را از میسانو به سیمونچلی تغییر می‌دهد. در آخرین دور مسابقات گراندپری فصل ۲۰۱۱ یک دور مسابقه دوستانه به یادبود سیمونچلی در والنسیا اسپانیا برگزار شد. موتور سیمونچلی توسط قهرمان دهه نود موتورسواری کوین شواتز رانده شد. در دیگر مسابقات اتوموبیل‌رانی و موتورسواری سراسر دنیا مراسم یادبود مشابهی برای سیمونچلی برگزار شد. همچنین در تمامی مسابقات فوتبال در لیگ سری آ ایتالیا، پیش از شروع بازی‌ها، به احترام او یک دقیقه سکوت اعلام شد.